# Kalimantsia bulgarica
La kalimantsia (Калиманция булгарика Kalimantsia bulgarica) è un mammifero perissodattilo estinto, appartenente ai calicoteri. Visse nel Miocene superiore (Turoliano, circa 7 milioni di anni fa) e i suoi resti fossili sono stati ritrovati in Bulgaria.

## Descrizione
Questo animale è noto solo per un cranio fossile, ritrovato nei pressi del villaggio di Kalimantsi in Bulgaria. Il cranio era piuttosto simile a quello di altri animali come Chalicotherium e Anisodon, ma se ne differenziava per alcuni importanti aspetti: il muso era molto più corto e alto di quello di gran parte dei calicoteri, ed era inoltre presente una sorta di cupola ossea nella regione posteriore del cranio, molto spessa ed espansa. I molari di questo animale erano lunghi e a corona relativamente bassa. Come Chalicotherium e Anisodon, anche Kalimantsia doveva essere dotato di un corpo sorretto da lunghi arti anteriori e brevi arti posteriori dotati di forti artigli. Si suppone che Kalimantsia potesse raggiungere una lunghezza di circa tre metri.

## Classificazione
Scoperto nel 1972 da Dimitar Kovachev, il fossile di questo animale venne descritto solo nel 2001. Kalimantsia era un membro dei calicoteri, un gruppo di bizzarri perissodattili dal cranio vagamente simile a quello dei cavalli, ma dalle zampe fornite di lunghi artigli. In particolare, Kalimantsia è considerato uno stretto parente di Chalicotherium, Anisodon e Nestoritherium, dotati di un aspetto pendente a causa dell'estremo allungamento delle zampe anteriori. Altri calicoteri dotati di strutture a cupola sul cranio erano Ancylotherium e Tylocephalonyx, che tuttavia non erano strettamente imparentati con Kalimantsia.

## Paleobiologia
A causa della mascella alta e corta, si ritiene che Kalimantsia si nutrisse di un tipo di vegetazione più dura rispetto a quella di cui si nutrivano i suoi simili, e che doveva richiedere una masticazione più forte ed efficiente. Possibili analoghi ecologici vanno ricercati nei canguri a muso corto del Pleistocene (ad esempio Procoptodon). I denti lunghi e bassi, tuttavia, fanno ritenere che questo animale si nutrisse di foglie. La cupola ossea doveva essere utilizzata non solo come display intraspecifico, ma anche come mezzo nei combattimenti rituali.